# Подолянчик, Андрей Юрьевич
Андрей Юрьевич Подолянчик (6 августа 1981, Днепропетровск, Украинская ССР) — российский и украинский футболист.

## Биография
Воспитанник нижегородского футбола. Дебютировал в местной команде «Электроника», где был одним из лидеров. Позднее выступал за ряд других коллективов второго дивизиона: «Носта», «Газовик» (Оренбург), «Нефтехимик», ФК «Челябинск», «Сокол» (Саратов).
В 2007 году играл в высшей лиге Узбекистана за клуб «Бухара», провёл 29 игр, забил два мяча.
Зимой 2011 года был на просмотре в ивановском «Текстильщике», но не подошел команде. После этого отправился в рязанскую «Звезду», в составе которой провёл свой последний сезон на профессиональном уровне.
На Украине играл за любительские коллективы, выступавшие на областном уровне.